# Колливады
Коллива́ды (греч. Κολλυβάδες) — представители появившегося во второй половине XVIII века движения в среде Афонских монахов против неоправданных инноваций и за восстановление традиционной практики духовной жизни.
Поводом для зарождения движения стал перенос в 1754 году панихид с субботы на воскресение, однако часть монахов этому воспротивилась, отказавшись варить «коливо» в воскресение. За это консерваторов прозвали «колливадами». В начале они были лишены званий, сана и подверглись гонениям, но затем их канонизировали. Коливады способствовали укреплению греческого национального самосознания, занимались духовным просвещением (ими был подготовлен греческий текст сборника духовных произведений Добротолюбие). Особо стоял вопрос для колливадов о частоте причащения (до нескольких раз в неделю).
Движение колливадов в Османской империи по своему значению сравнивалось с движением Оптинских старцев в России в XIX веке.
К известным представителям колливадов относят Никодима Святогорца, Макария Коринфского и Афанасия Парийского, а также Косму Этолийского и Паисия Величковского